# De stier van Montoe
De stier van Montoe is het tweeëndertigste en voorlaatste stripalbum uit de reeks Papyrus. Het album verscheen in 2012 bij uitgeverij Dupuis. Tekst en tekeningen zijn van Lucien De Gieter; de inkleuring is van Veronique Grobet.

## Inhoud
De hogepriester van de tempel van Montoe, een wreed en hardvochtig man, beslist om alle bewoners van het dorp El-Nagga dat naast de tempel ligt te verjagen omdat ze de opgelegde belasting niet kunnen betalen. De kinderen uit het dorp vragen Lief-Er-Theti, de dochter van de farao, om in te grijpen. Maar de hogepriester is heer en meester in zijn tempel en zelfs de farao kan niets ondernemen.
Een van de kinderen geeft Theti haar 'schat', een stukje perkament dat ze onderweg heeft gevonden. Papyrus is ervan overtuigd dat het om een plan gaat dat aangeeft waar de schat te vinden is die ergens op het grondgebied van de tempel werd verstopt. Hij trekt met de kinderen op onderzoek uit. Maar Papyrus heeft er dan nog geen idee van dat hij ook geconfronteerd zal worden met de stier van Montoe.

## Context
Dit verhaal verscheen vanaf 11 januari 2012 in afleveringen in het weekblad Spirou / Robbedoes. Lucien De Gieter baseerde zich op de bestaande, vervallen tempel van Montoe in Luxor. Die vervallen tempel gaf De Gieter het idee van een tempel die ook al in de tijd van de farao's in verval was. Het gaf De Gieter ook de kans om de Egyptische architectuur te tekenen.